# Petanang Ilir
Petanang Ilir is een bestuurslaag in het regentschap Lubuklinggau van de provincie Zuid-Sumatra, Indonesië. Petanang Ilir telt 1957 inwoners (volkstelling 2010).